# کلمنتاین مرسک
کلمنتاین مرسک (به انگلیسی: Clementine Maersk) یک کشتی است که طول آن 347.00 meters می‌باشد. این کشتی در سال ۲۰۰۲ ساخته شد.